# Damien Williams
* solo in precampionato e/o in squadra di allenamento
Damien Williams (San Diego, 3 aprile 1992) è un giocatore di football americano statunitense che milita nel ruolo di running back nella National Football League (NFL) e dal 2023 è free agent. Ha giocato college football con l'Università dell'Oklahoma.
Williams ha vinto il Super Bowl LIV con i Kansas City Chiefs, segnando in quella partita i due touchdown finali che hanno ribaltato il risultato a favore dei Chiefs, il primo su ricezione di 5 yard e il secondo su corsa di 38 yard.

## Carriera universitaria
Williams avrebbe dovuto giocare a college football per i Sun Devils dell'Università statale dell'Arizona ma non superò il test di ammissione all'università. Andò quindi a giocare per l'Arizona Western College per poi trasferirsi nel 2012 all'Università dell'Oklahoma per giocare con i Sooners. A novembre 2013 Williams fu espulso dall'università dopo aver violato le regole della squadra. In due stagioni con i Sooners Williams guadagnó 1.499 yard su corsa realizzando 18 touchdown, di cui uno da 95 yard nel 2012.

## Carriera

### Miami Dolphins
Dopo non essere stato scelto nel Draft NFL 2014, Williams firmò da undrafted free agent con i Miami Dolphins.

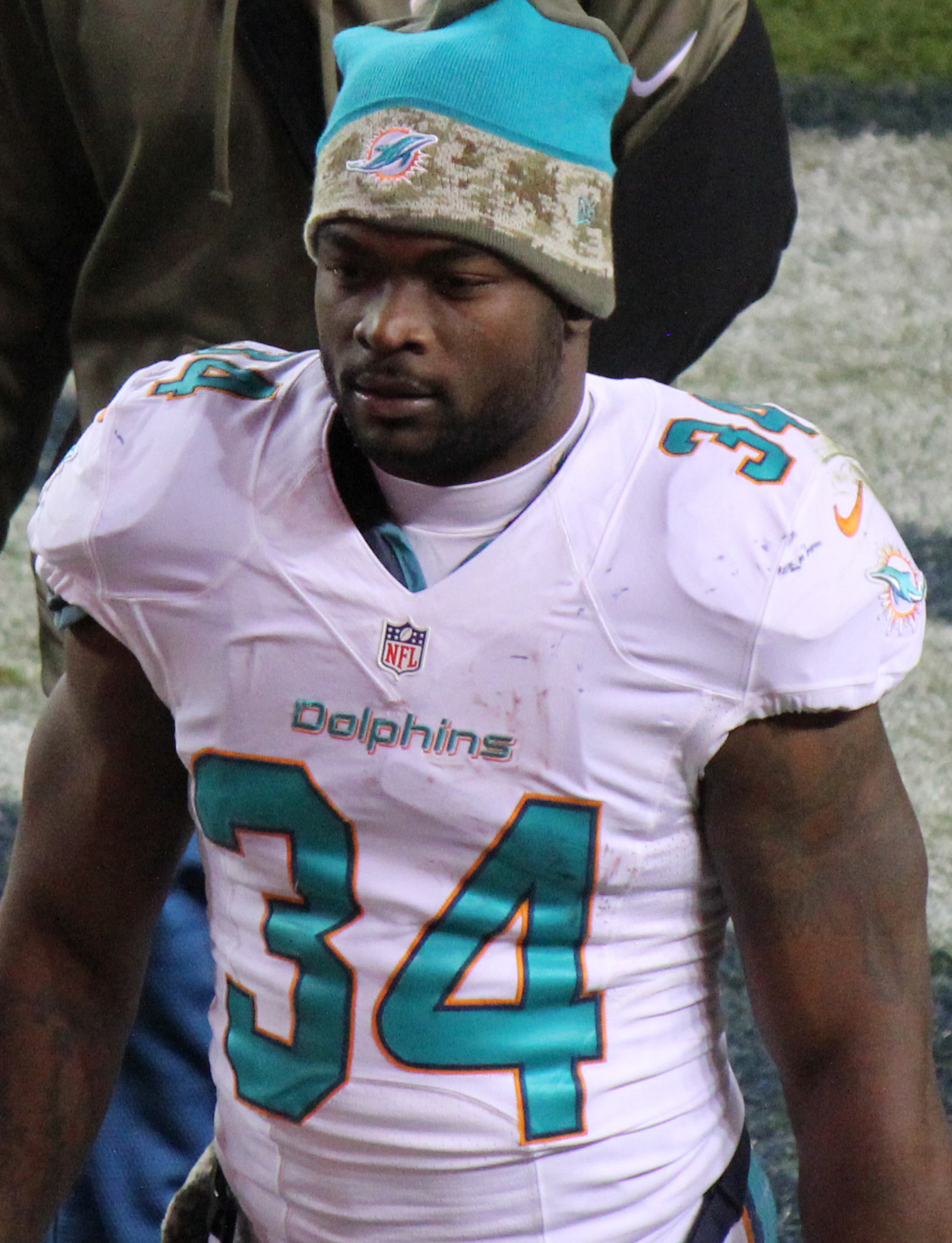
Williams nel 2014

Debuttò come professionista nel primo turno contro i New England Patriots ritornando un calcio per 19 yard. La sua stagione da rookie si chiuse con 36 corse per 122 yard guadagnate.
Nel suo secondo anno segnò il suo primo touchdown su ricezione nella gara della settimana 2, la sconfitta 20-23 subita contro i Jacksonville Jaguars. Terminò la stagione 2015 con 21 ricezioni per 142 yard e un touchdown.
Nella stagione regolare 2016 segnò i suoi primi 3 touchdown su corsa e andò a segno anche nel primo turno di playoff contrò i Pittsburgh Steelers su ricezione.
Nel corso della stagione 2017, dopo che i Dolphins cedettero Jay Ajayi, Williams fu promosso a running back titolare davanti all'emergente Kenyan Drake. 
Ricoprì tale ruolo per quattro partite prima di infortunarsi alla spalla durante la gara della settimana 12, infortunio che l'avrebbe dovuto tenere fuori per due o tre gare ma che invece gli fece saltare tutto il resto della stagione.

### Kansas City Chiefs
Williams firmò con i Kansas City Chiefs il 22 marzo 2018. Il suo ruolo in campo aumentò dopo che fu svincolato il titolare Kareem Hunt, chiudendo la stagione regolare con 256 yard corse e 4 touchdown. Nel divisional round dei playoff vinto contro gli Indianapolis Colts corse 129 yard e segnò un touchdown. La settimana successiva nella finale della AFC contro i New England Patriots segnò 3 touchdown (uno su corsa e 2 su ricezione) ma i Chiefs furono sconfitti ai tempi supplementari.
Nella stagione 2019 Williams divise il ruolo con il veterano LeSean McCoy, terminando con i nuovi primati personali di 498 yard corse e 5 touchdown. Nel divisional round dei playoff vinto in rimonta contro gli Houston Texans segnò 3 touchdown (2 su corsa e uno su ricezione). Nella finale di conference segnò un touchdown su corsa contro i Tennessee Titans nella vittoria che qualificò i Chiefs al Super Bowl LIV. Il 2 febbraio 2020 partì nella finalissima contro i San Francisco 49ers che i Chiefs vinsero per 31-20, conquistando il primo titolo dopo cinquant'anni. Williams fu il miglior corridore dell'incontro con 104 yard guadagnate più altre 29 ricevute, segnando un touchdown su corsa e uno su ricezione. Con 11 touchdown nelle prime sei gare nei playoff pareggiò il record di Terrell Davis.
Il 16 marzo 2020, i Chiefs decisero di sfruttare l'opzione per un ulteriore anno nel contratto di Williams. Il 29 luglio 2020 i Chiefs comunicarono che Williams aveva deciso di non giocare la stagione 2020 a causa della pandemia di COVID-19. Il giorno successivo Williams dichiarò che aveva rinunciato a giocare la stagione poiché alla madre era stato recentemente diagnosticato un tumore al IV stadio.
Al termine della stagione, il 16 marzo 2021, Williams fu svincolato.

### Chicago Bears
Il 26 marzo 2021 Williams firmò un contratto di un anno con i Chicago Bears. In stagione Williams giocò in 12 gare collezionando 40 corse per 164 yard e quattro touchdown, più 16 ricezioni per 103 yard e un touchdown.

### Atlanta Falcons
Il 17 marzo 2022 Williams firmò un contratto di un anno con gli Atlanta Falcons. Il 17 settembre 2022, dopo aver subito un infortunio ad una costola nella gara di settimana 1 contro i New Orleans Saints, fu messo nella lista riserve/infortunati. Fu svincolato dai Falcons il 12 dicembre 2022.

### Las Vegas Raiders
L'11 agosto 2023 Williams firmò  con i Las Vegas Raiders. Al termine della fase di preparazione alla nuova stagione, Williams non rientrò nel roster attivo dei Raiders e il 29 agosto 2023 fu svincolato.

## Palmarès
- Super Bowl : 1

Kansas City Chiefs: LIV
- American Football Conference Championship: 1

Kansas City Chiefs: 2019